# Тремби-Старі
Тремби-Старі (пол. Tręby Stare) — село в Польщі, у гміні Клечев Конінського повіту Великопольського воєводства.
Населення — 229 осіб (2011).
У 1975-1998 роках село належало до Конінського воєводства.

## Демографія
Демографічна структура станом на 31 березня 2011 року:
|          | Загалом | Допрацездатний вік | Працездатний вік | Постпрацездатний вік |
| -------- | ------- | ------------------ | ---------------- | -------------------- |
| Чоловіки | 114     | 28                 | 79               | 7                    |
| Жінки    | 115     | 22                 | 67               | 26                   |
| Разом    | 229     | 50                 | 146              | 33                   |